# École nationale supérieure d’électrotechnique, d’électronique, d’informatique, d’hydraulique et des télécommunications
Die École nationale supérieure d’électrotechnique, d’électronique, d’informatique, d’hydraulique et des télécommunications (ENSEEIHT) ist eine französische Ingenieurschule in Toulouse.
Sie ist Mitglied der Conférence des Grandes Ecoles und der Toulouse Tech. Mit einem multi-disziplinären Lehrplan bildet sie innerhalb von drei Jahren Ingenieure auf hohem Niveau aus, die danach hauptsächlich in der Wirtschaft arbeiten: Ziel der Ausbildung ist der sogenannte Master 'Ingénieur ENSEEIHT'.

## Diplome ENSEEIHT
- Master Ingénieur ENSEEIHT
- sechs Masters Forschung Ingenieurwissenschaft (in partnerschaft mit der École nationale de l’aviation civile[1])
- sechs Masters Professional Ingenieurwissenschaft
- Graduiertenkolleg: PhD Doctorate
- Mastère spécialisé
- Massive Open Online Course[2]

## Forschung und Graduiertenkolleg
- Strömungsmechanik
- Datenverarbeitung[3]
- Systems Engineering
- Energie